# متحف دوستويفسكي

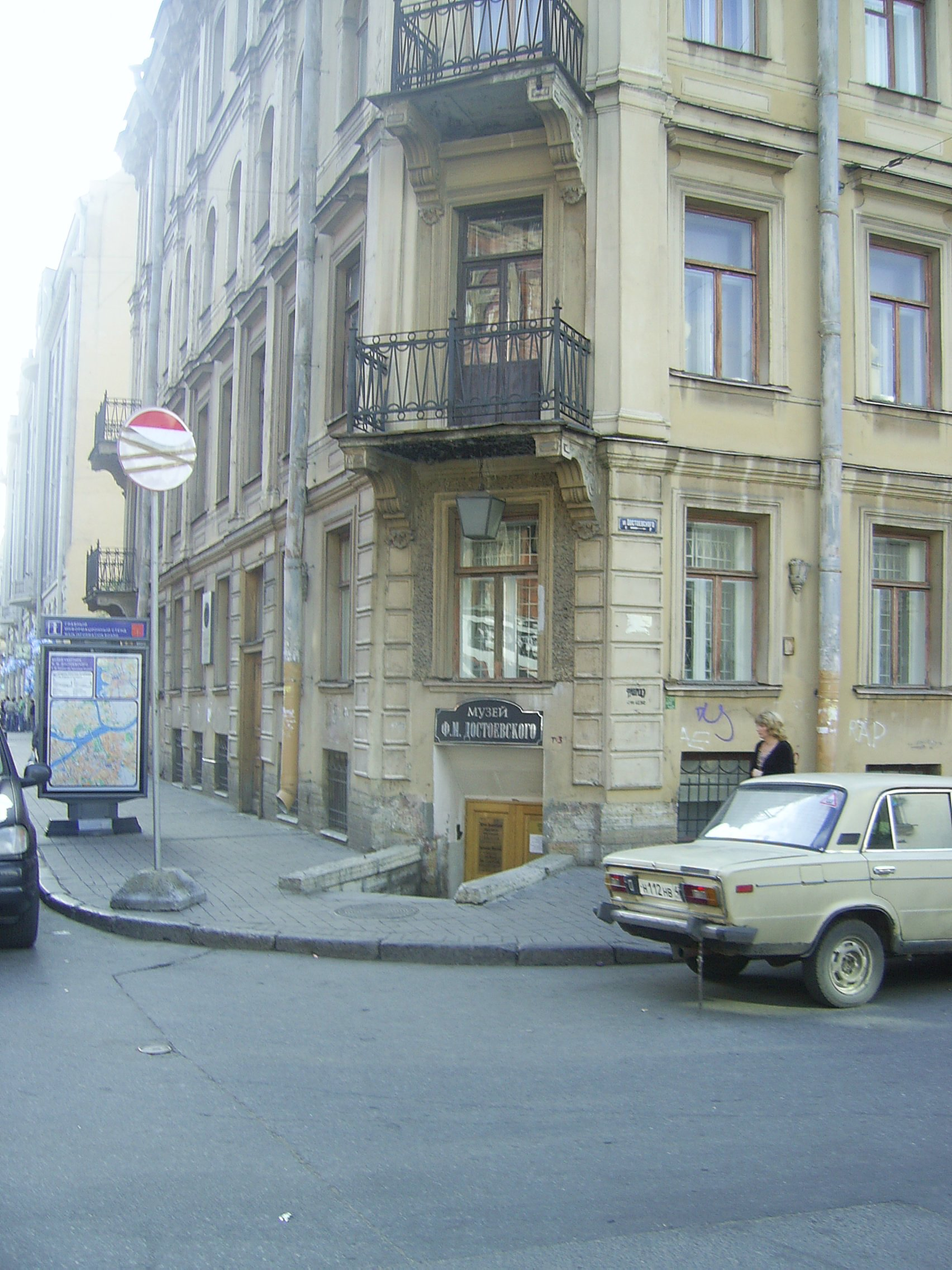
مُتحف دوستويفسكي الذي يقع في زاويةِ شارِعَي كوزنتسجني بيريولوك و دوستيفسكوغو وليتسا في سانت بطرسبرغ.

متحف ف. م. دوستويفسكي الأدبي التذكاري (الروسية: Государственный Литературно-мемориальный музей Ф. М. Достоевского) هو متحفّ يقع في سانت بطرسبرغ، وهو عبارة عن شقّة عاش فيها الكاتب الروسي المعروف فيودور دوستويفسكي، افتتح المتحف في 12 نوفمبر 1971.
عاش دوستويفسكي في هذه الشقّة مرّتين خلال حياته، الأولى كانت لفترةٍ قصيرة عام 1846 في بداية حياتِه المهنيّة، والثانية منذ أكتوبر 1878 حتّى وفاته عام 1881. كتب في تلك الشقّة أعمالاً بارزة مثل رواية الشبيه والإخوة كارامازوف. وقد أعيدَ تشييد وترتيب الشقّة بناءً على مُذكّرات زوجته آنا دوستويفسكايا وأصدقاءه.

## ميزات المتحف
يَضُم متحف دوستويفسكي عدّة أجزاء:
- شقة الكاتب التذكارية، وهو القسم الرئيسي من المتحف.
- المعرض الأدبي، وهو قسم لسيرة حياة دوستويفسكي وأعماله الأدبية.
- المعرض الفني، لعرض اللوحات والأعمال الفنيّة المتعلقة بدوستويفسكي.
- المسرح.

## معرض الصور

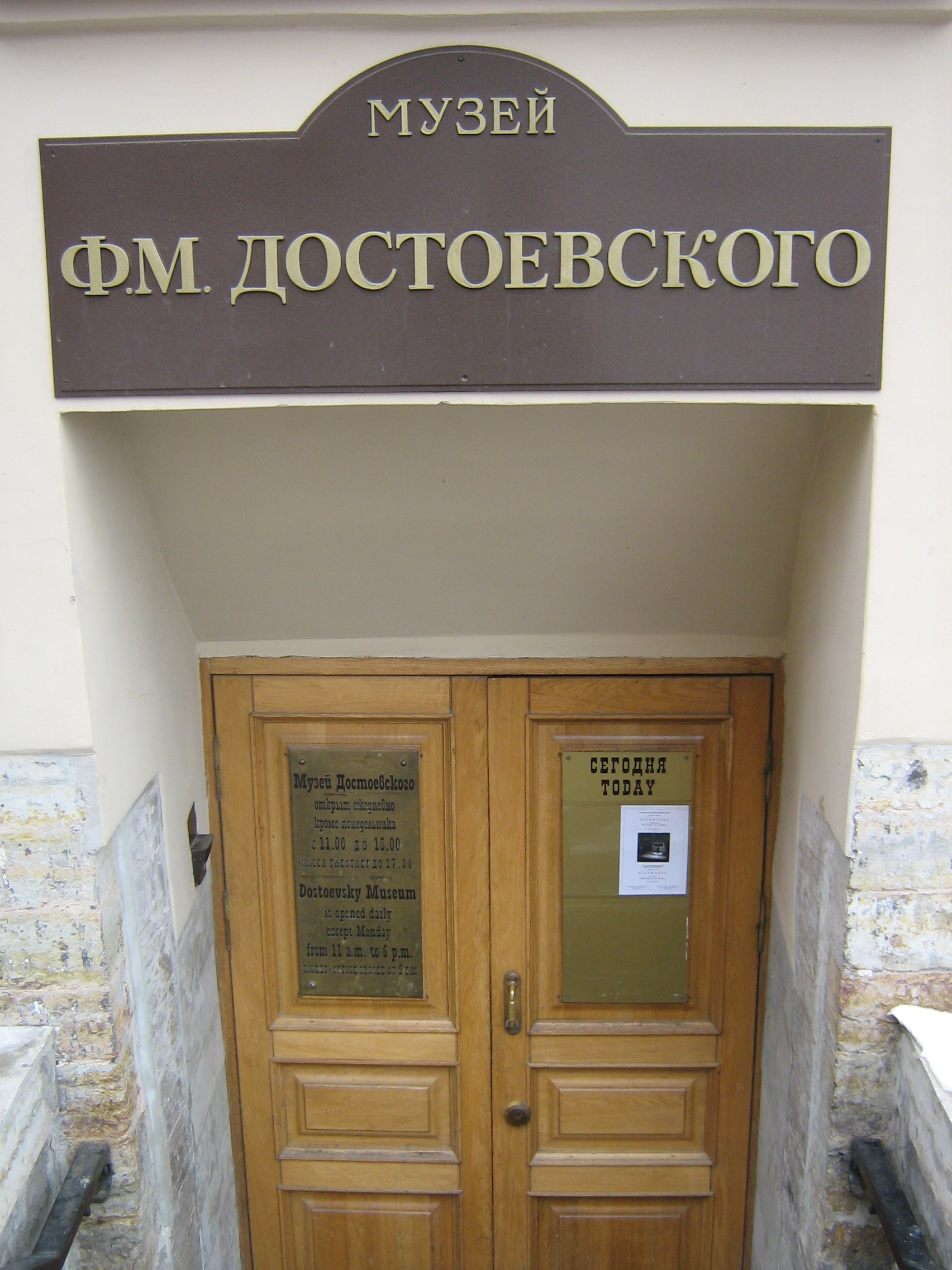
مدخل المتحف.
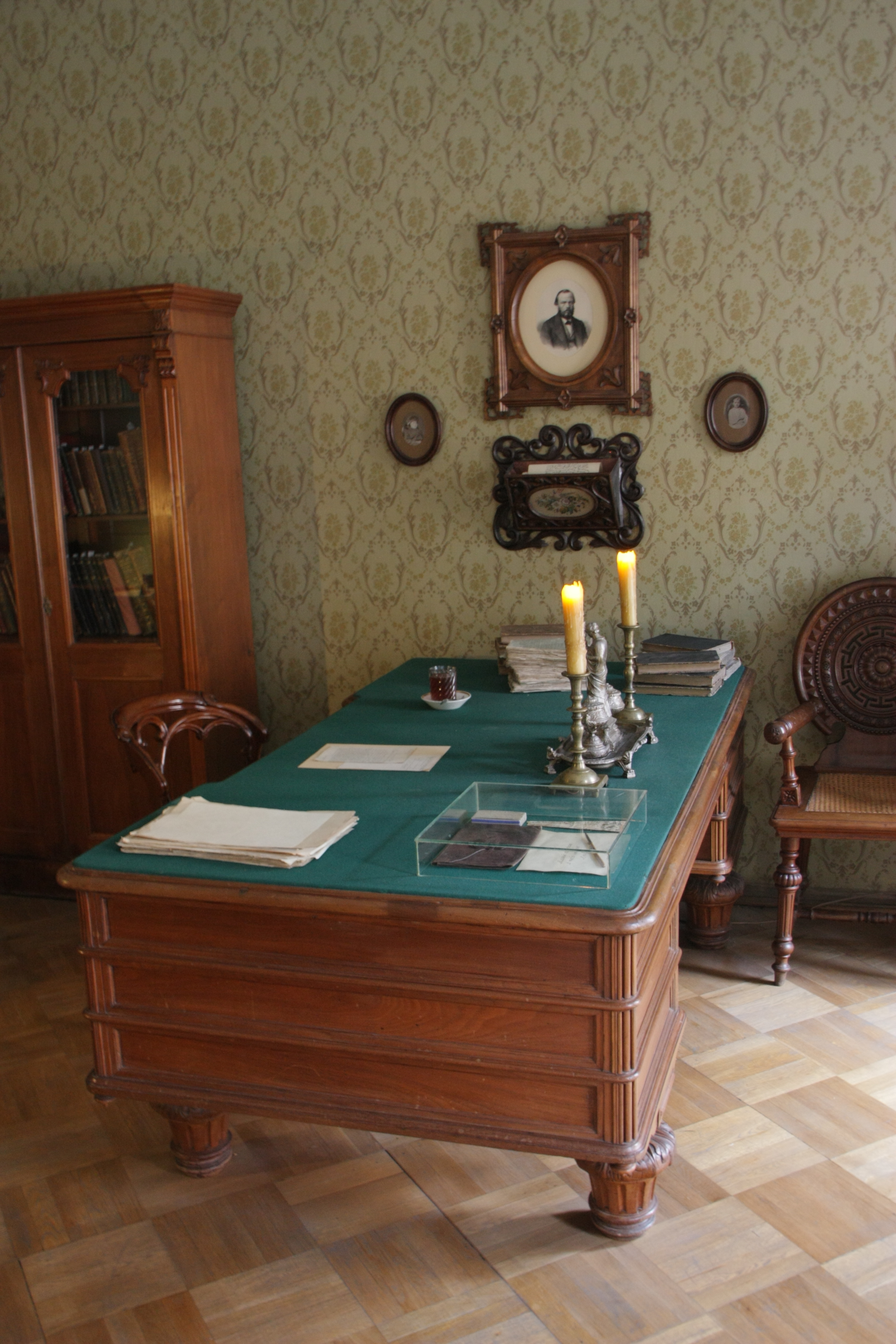
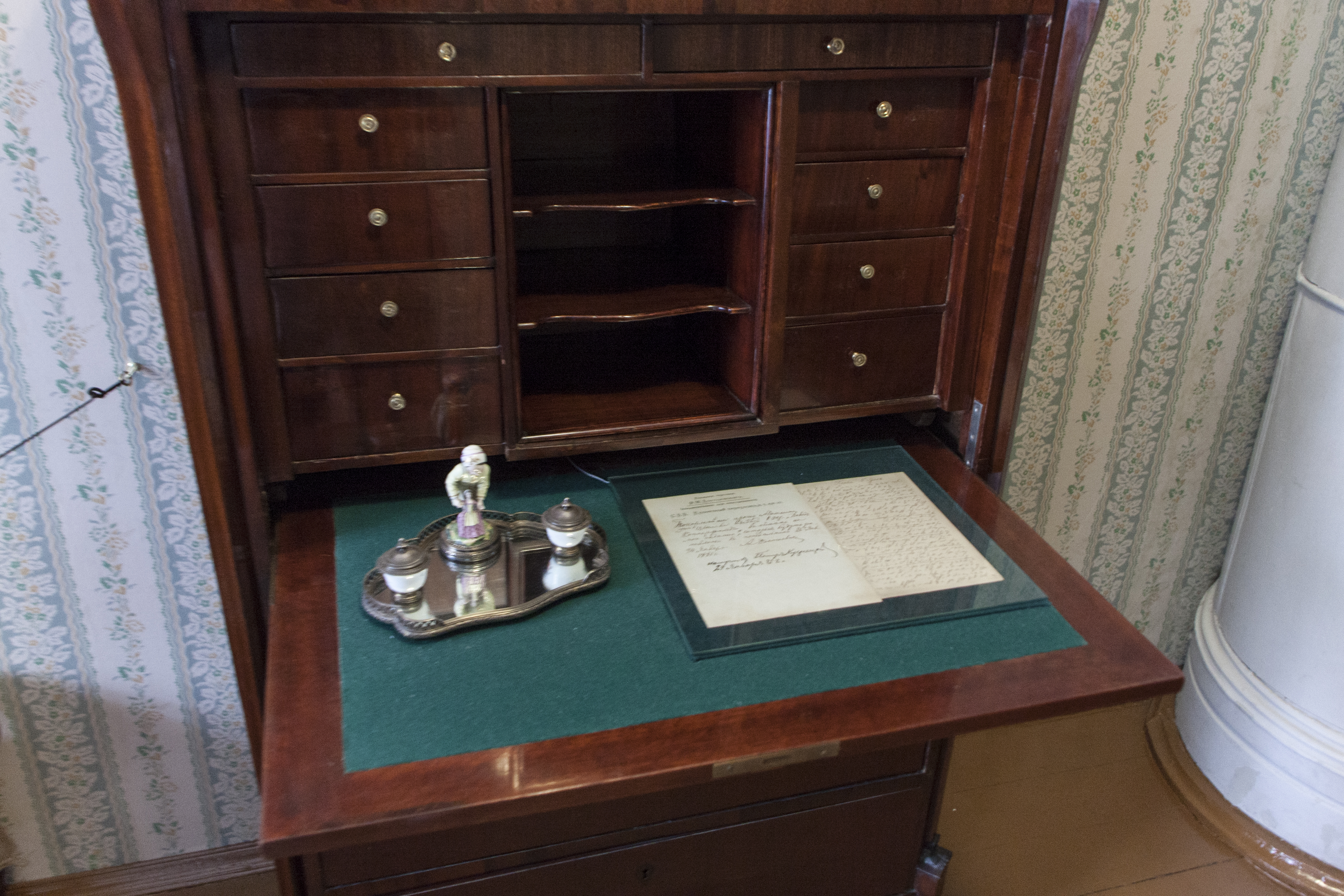
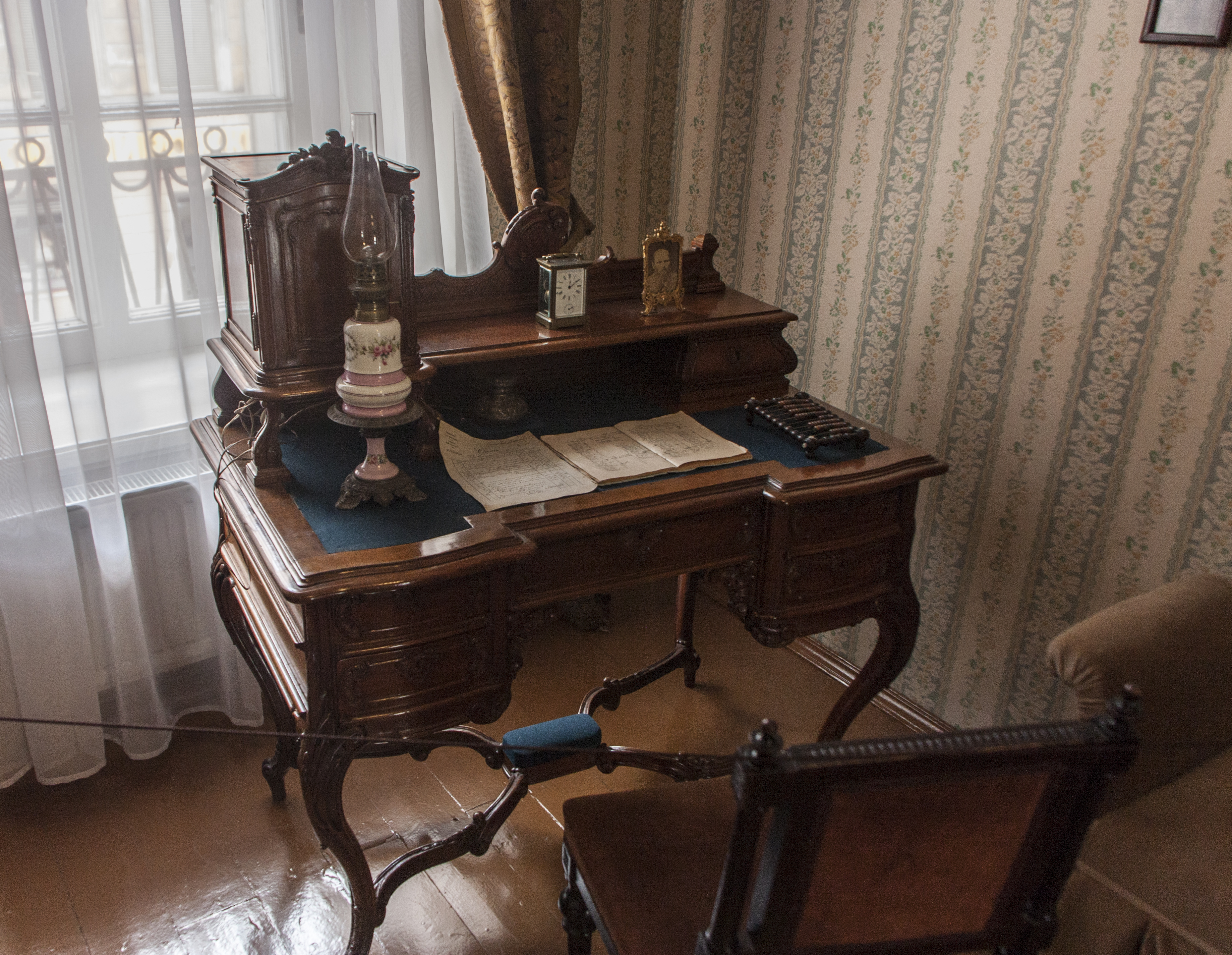
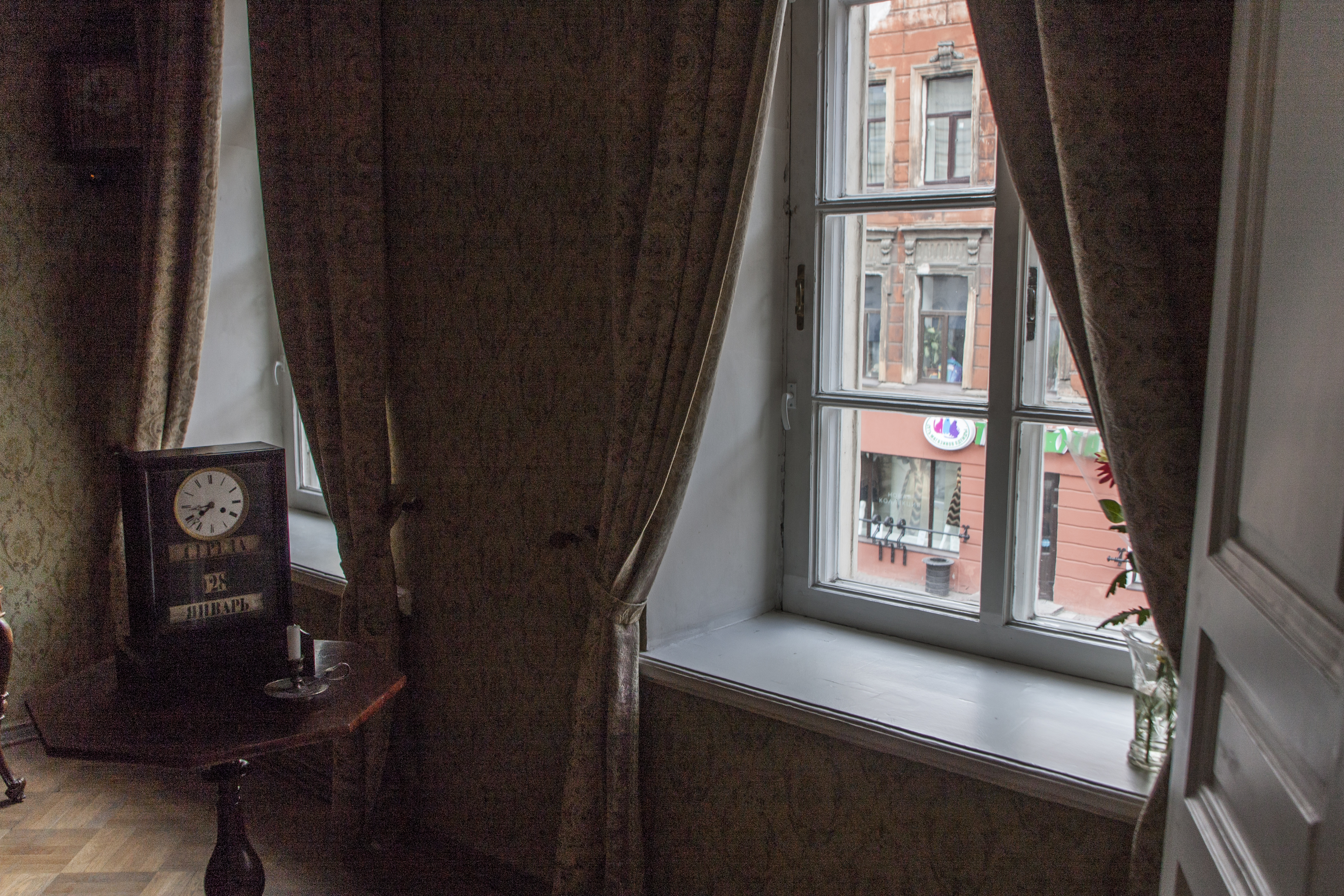
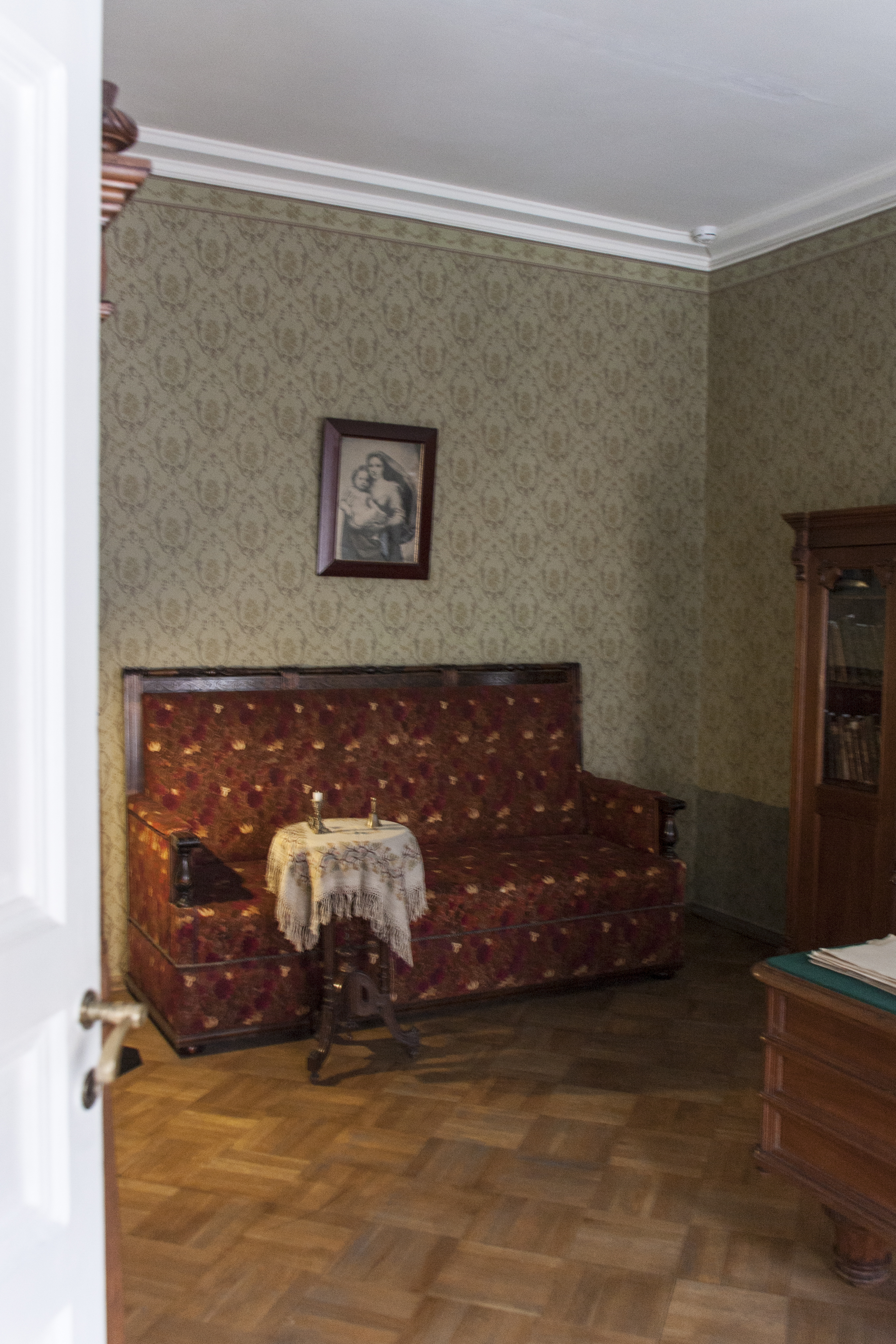
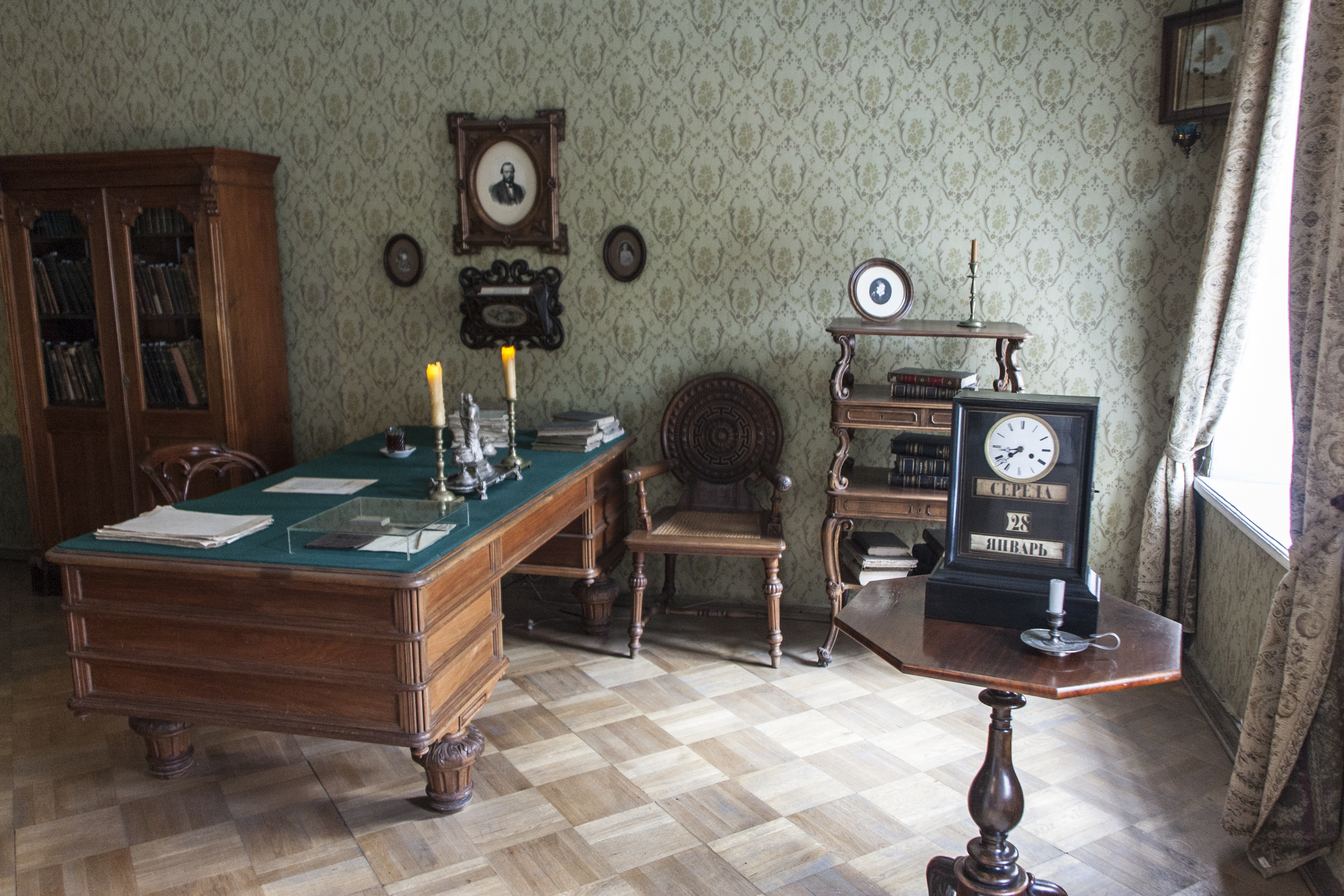
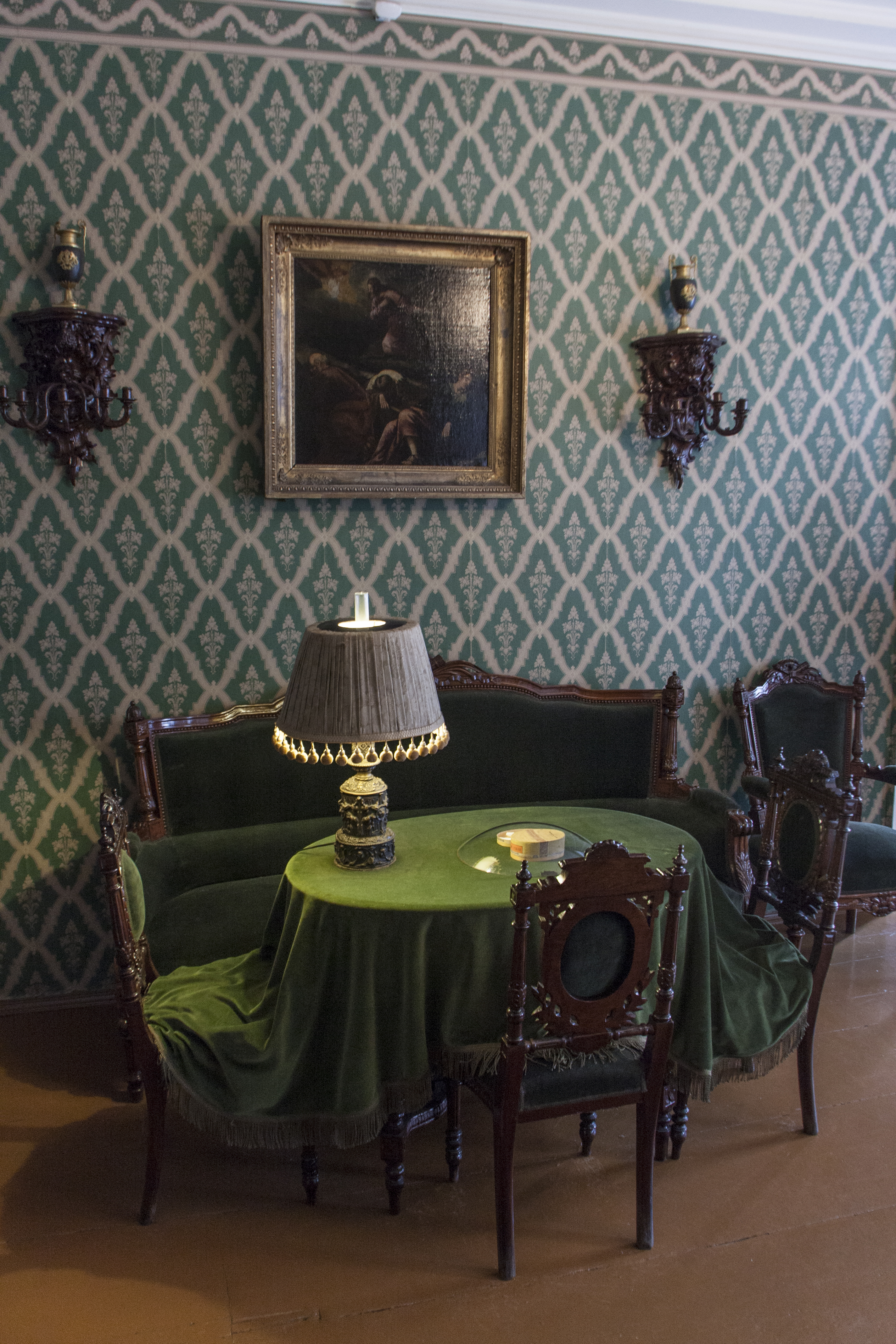
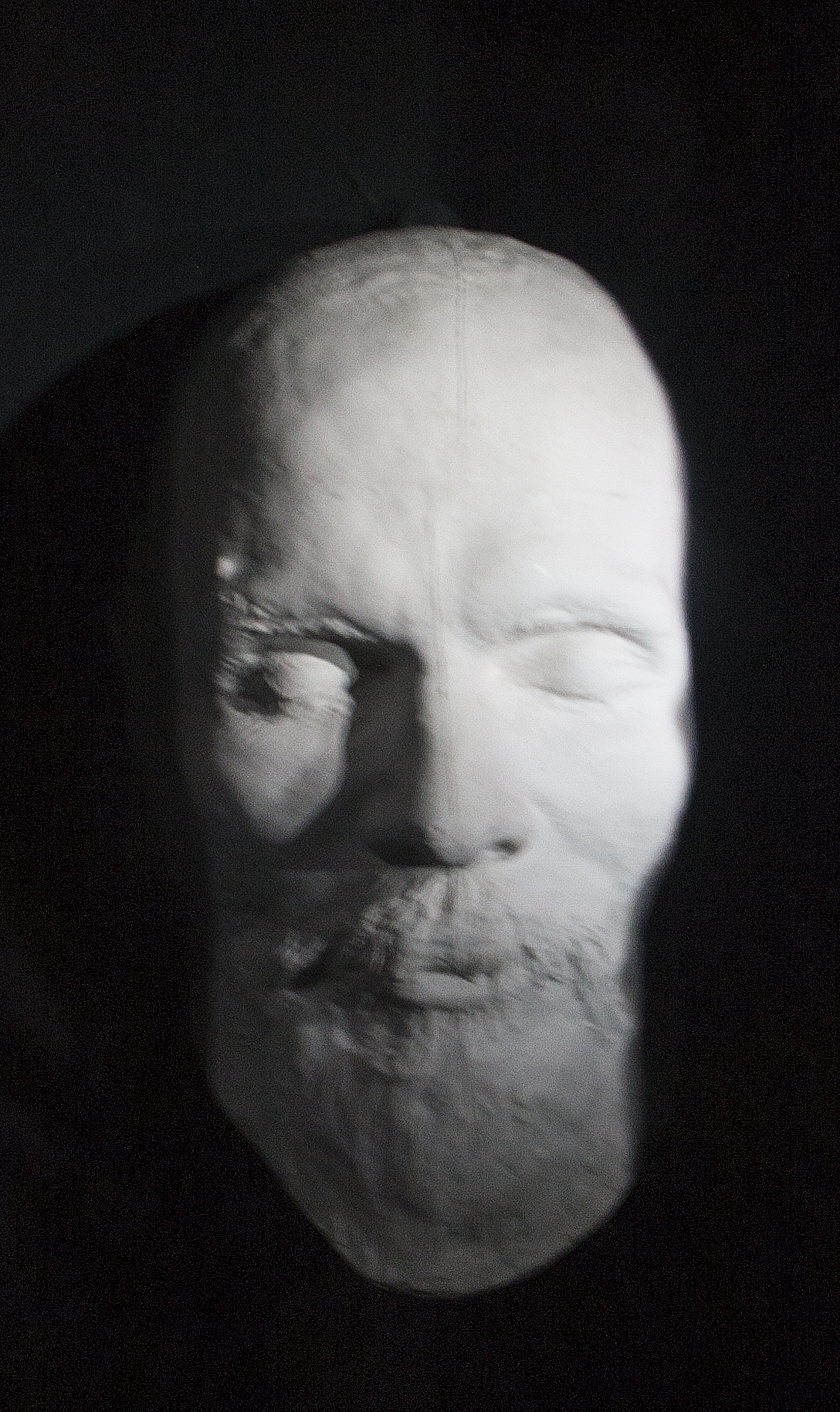
قناع موت دوستويفسكي.